# The Game (Queen)
The Game è l'ottavo album in studio del gruppo musicale britannico Queen, pubblicato il 30 giugno 1980.
Fu il primo album del gruppo a raggiungere la vetta della Billboard 200 statunitense. Lo stesso fece in Canada e nel Regno Unito, dove rimase in vetta per due settimane. In altri paesi è arrivato primo nei Paesi Bassi, secondo in Svizzera, Norvegia e Germania, quinto in Austria e Giappone, settimo in Svezia e decimo in Italia.

## Storia
A partire dalla seconda metà degli anni settanta i Queen cercarono di attenuare il tipico stile musicale esagerato e magniloquente presente nei loro dischi, con News of the World che propose canzoni più spontanee e meno pretenziose. Tuttavia, quando realizzarono l'album Jazz nel 1978, tornarono a collaborare con il produttore Roy Thomas Baker e crearono un altro disco multicolore, leggermente troppo eccessivo. L'album fu ricevuto in modo piuttosto negativo dalla stampa, sia per la sua musica che per le strane e scandalose pubblicità che circondarono la sua uscita. Anche l'album dal vivo Live Killers del 1979 ebbe un riscontro tiepido e i membri del gruppo non ne erano soddisfatti poiché ritenevano ci fosse un sacco di rumore di fondo nella registrazione, e inoltre alcuni ascoltatori si erano lamentati della resa sonora di Bohemian Rhapsody. Dopo questo periodo di critiche negative, i Queen decisero che il loro prossimo album dovesse essere "davvero grande".
All'epoca, la pressione fiscale inglese era molto forte nei confronti dei gruppi musicali e molti artisti di successo, inclusi i Queen, avevano registrato i loro album all'estero per sfuggire al fisco britannico. Per questa ragione, Jazz era stato inciso ai Mountain Studios di Montreux in Svizzera e in parte a Nizza, in Francia. Da lì in poi, tutti gli album dei Queen sarebbero stati registrati in tutto o in parte all'estero.
Alla sua uscita, l'album suscitò notevoli perplessità nella critica, sia dal punto di vista strettamente musicale sia per l'immagine che il gruppo forniva di sé. La copertina del disco ci presenta quattro personaggi vestiti di pelle nera diverso dallo stile precedente del gruppo. A questo si aggiungeva la prima apparizione di Freddie Mercury nel nuovo look con capelli corti (nei video di Play the Game e di Another One Bites the Dust apparirà anche con i baffi).
Nel contenuto musicale The Game rappresenta un elemento di svolta nella carriera dei Queen. Il primo elemento nuovo è la comparsa dell'elettronica. Fino a quel momento avevano disdegnato l'uso di computer e sintetizzatori nelle loro incisioni, e avevano sottolineato il loro rifiuto con esplicite dichiarazioni nelle note di copertina dei loro album. Con The Game cambiarono opinione e lo dichiararono esplicitamente nelle note, citando finanche la marca del sintetizzatore usato. Il secondo elemento è l'incursione del gruppo nel funk e nella disco. Gli altri brani dell'album riflettono maggiormente le tematiche consuete dei Queen: Crazy Little Thing Called Love, omaggio di Mercury al rock and roll delle origini composta nella vasca da bagno del Bayerischerhof Hotel di Monaco, testimonia il suo gusto per le citazioni musicali di gusto retrò, mentre canzoni come Sail Away Sweet Sister, Save Me e Play The Game ci riportano ai classici brani corali e classicheggianti che hanno reso celebre il gruppo.

### Registrazione
Nel giugno 1979 il gruppo arrivò ai Musicland Studios di Monaco di Baviera di Giorgio Moroder. Inizialmente l'idea non era quella di registrare un album ma solo di lavorare su alcune idee. «Dopo Jazz, sentimmo che dovevamo esplorare una nuova direzione», raccontò May. «Abbiamo chiesto ai Musicland e loro ci hanno offerto Mack». Reinhold Mack, un produttore discografico tedesco, all'epoca stava lavorando a Los Angeles con Gary Moore, quando ricevette l'offerta di lavorare con i Queen. Egli volò in Germania e nello studio trovò molte scatole, valigie e amplificatori, e i tre membri della band: Mercury, Deacon e Taylor. Mercury gli disse che aveva qualche idea su cui lavorare, e iniziò a parlarne con il produttore prima dell'arrivo di May, facendogli ascoltare in anteprima Crazy Little Thing Called Love, una canzone in stile rockabilly da lui composta alla chitarra qualche tempo prima nel bagno della sua suite all'Hotel Bayerischer Hof di Monaco di Baviera.
Queste registrazioni mostrano la differenza tra lo stile precedente dei Queen e il metodo di lavoro di Mack. Mentre la band lavorava lentamente e meticolosamente, i punti forti di Mack erano la velocità e la determinazione. «I Queen lavoravano molto lentamente», disse Mack. «Quanto lentamente, ci arrivai solo più tardi. Il mio piano era quello di cambiare questa situazione, perché continuavano a rimanere bloccati». La band era solita registrare decine di take prima di ottenere il risultato voluto. Alla luce di tutto ciò, con l'aiuto di Mack, quando riuscirono a completare un pezzo in mezza giornata, tutti rimasero piacevolmente sorpresi. Se c'erano problemi, Mack si attivava immediatamente per modificare la parte problematica. Come mostrato nell'incisione di Crazy Little Thing Called Love, Mercury collaborò facilmente con il produttore, trovandosi bene con i suoi ritmi lavorativi. Mack disse: «C'erano due tipi di compositori: Fred e Brian. Fred è il tipo semplice. Era in grado di creare qualcosa di abbastanza brillante in quindici-venti minuti. Brian era dell'altro tipo, quando aveva escogitato una buona idea, si perdeva nelle parti più insignificanti fin da subito. Era un perfezionista assoluto. Quando queste due diverse personalità lavoravano insieme, era estremamente difficile concentrarsi sui progressi».
Mack dovette rendersi conto che nel campo del lavoro in studio, il gruppo era rimasto indietro rispetto ai moderni metodi produttivi. Il produttore insegnò ai membri dei Queen nuove metodologie di lavoro, come ascoltarsi in cuffia e controllarsi con un auricolare, e non usurare troppo il nastro magnetico continuando a sovrainciderci sopra. Ci furono molti conflitti tra Mack e Brian May perché il chitarrista voleva replicare le consuete sonorità della band, mentre il produttore diceva ogni volta che aveva in mente altre idee. Alla fine, nella maggior parte dei casi, fu scelta una soluzione di compromesso. Come May, Taylor era spesso insoddisfatto di dover produrre un suono di batteria monotono, simile a un loop, in canzoni dal suono moderno e sintetico, quando era invece un grande ammiratore della potenza e dello stile di John Bonham. Come in tutte le loro sessioni di registrazione, anche qui ci furono molte polemiche, e la fonte di molti disaccordi era l'eccessivo perfezionismo di May, e spesso i dissapori furono così forti che il chitarrista annunciò più volte di voler lasciare la band, ma solitamente tutto rientrava nella norma solo pochi giorni dopo.
Nei mesi successivi, il gruppo continuò a lavorare senza limiti di tempo in studio a tre canzoni, perché, sebbene fossero pronte a comparire nell'album, il gruppo era indeciso se il materiale fosse abbastanza buono; queste canzoni erano Coming Soon, Save Me e Sail Away Sweet Sister. A differenza dei precedenti album, questa volta non c'erano canzoni semi-finite prima dell'inizio delle sessioni in studio, solo poche idee, e l'intero processo creativo si svolse in studio. A settembre, il lavoro fu interrotto da Taylor, che andò in vacanza a Saint Tropez. Mercury era stato invitato da Wayne Ealing a prendere parte a una coreografia con la musica dei Queen per il Royal Ballet. I proventi dello spettacolo sarebbero andati in beneficenza a favore dei bambini disabili. Nell'ottobre 1979, la EMI pubblicò il singolo Crazy Little Thing Called Love, che fu un grande successo di classifica. Nel videoclip della canzone, la band aveva un aspetto completamente nuovo: tutti si erano tagliati i capelli (anche May se li era accorciati) e indossavano giubbotti di pelle risalenti agli anni '50. Il nuovo look era stato proposto da Mercury dopo aver visitato alcuni gay-bar di Monaco. Tra novembre e dicembre 1979, i Queen iniziarono il Crazy Tour, un giro di concerti da venti date in Inghilterra, suonando in locali più piccoli e di medie dimensioni per recuperare il contatto diretto con il pubblico.
Nel febbraio 1980 i Queen tornarono in studio per registrare e pubblicare un album completo dopo aver pubblicato un singolo di successo. Le sessioni furono molto produttive, con un totale di quaranta canzoni incise che poi furono selezionate per l'inclusione nell'album. Anche se in un primo momento si era pensato che registrare all'estero, lavorando in un posto nuovo, avrebbe favorito la concentrazione della band e allontanato le distrazioni di casa, Monaco di Baviera, e la sua vita notturna, si rivelarono invece foriere di più distrazioni di quanto si pensasse. «I problemi sono iniziati quando qualcuno ha proposto di andare a bere un drink dopo il lavoro in studio», disse Brian May. Divenne parte della routine di tutti i giorni che, dopo aver lavorato in studio, Mercury e il suo entourage visitassero i locali gay della città, mentre gli altri membri della band, insieme al produttore Mack, si recavano regolarmente in una discoteca chiamata Sugar Shack.

## Brani
Seguendo il principio "meno è meglio", The Game risultò essere un disco più semplice e diretto rispetto ai precedenti lavori del complesso; il suono della chitarra e in molti casi, il basso e la batteria, prendono il sopravvento. Durante le sedute di registrazione, furono incise circa una quarantina di canzoni, e da queste in seguito furono attentamente selezionate le tracce da includere nell'album, eliminando quelle che sarebbero state fuori posto. Le nuove "sonorità" dei pezzi è ispirato al semplice stile di lavoro del produttore Mack, e alla vita notturna di Monaco di Baviera. I Queen trascorsero molte notti al club Sugar Shack e la maggior parte delle nuove canzoni furono testate lì: «Abbiamo suonato alcune delle nostre vecchie canzoni, come Tie Your Mother Down, ma non funzionavano perché il locale era troppo affollato, non c'era spazio libero. Quindi, optammo per qualcosa di diverso». Le tracce sono generalmente più brevi (solo due superano i quattro minuti), e la quasi totalità della canzoni contenute nell'album fanno ampio uso delle possibilità offerte dal sintetizzatore.
Anche se non erano tutti ugualmente creativi nella stessa maniera, tutti e quattro i membri della band scrivevano canzoni e di solito lavoravano separatamente alle proprie composizioni. Spesso si aiutavano a vicenda, ma solitamente come autore della canzone veniva accreditato chi aveva scritto il testo. Play the Game fu composta da Mercury per un suo ex amante, Tony Bastin, che aveva concluso il loro rapporto in quel periodo. Dragon Attack è opera di Brian May, il suo significato non è ben chiaro, ma si dice che riguardi l'uso di droghe. Il brano menziona anche Mack e la discoteca Sugar Shack. La celebre Another One Bites the Dust di John Deacon, originariamente parlava di cowboy che si sparavano l'un l'altro, ma a causa del suono moderno, Mercury convinse Deacon a trasformarla in una storia di gangster. Il caratteristico basso pulsante e la potente chitarra che simula il ruggito di una tigre mostrano l'influenza dello stile funk. Need Your Loving Tonight (Deacon) e Crazy Little Thing Called Love (Mercury) sono allegre canzoni d'amore.
Rock It di Roger Taylor si ispira a un tema spesso ricorrente nei testi del batterista, l'amore per lo stile di vita rock and roll. Don't Try Suicide , composta da Mercury, parla del drammatico tema del suicidio con una forte dose di umorismo nero e, secondo alcune interpretazioni, parlerebbe anche di un amante più anziano dello stesso Freddie. Secondo Taylor il testo della canzone non dovrebbe essere preso troppo sul serio, senza leggerlo slegato dalla musica, non essendo una poesia. Sail Away Sweet Sister è un accorato messaggio da parte di May alla sorella mai nata. Per Coming Soon, inizialmente, Taylor aveva pensato un arrangiamento più elaborato, ma alla fine il pezzo divenne un pop moderno e convenzionale, perché, come disse cinicamente lo stesso batterista: «Non intendevo salvare il mondo con una canzone». May scrisse Save Me, con in mente quanti avessero attraversato un brutto periodo in quel momento, pensando a "qualcuno la cui relazione sentimentale era andata completamente a rotoli".

## Pubblicazione

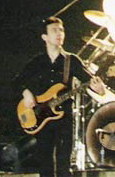
John Deacon, autore di Another One Bites the Dust, 1979

Durante una pausa nelle registrazioni dell'album, nell'ottobre 1979 venne pubblicato il singolo Crazy Little Thing Called Love perché i dirigenti della EMI erano molto speranzosi nei confronti della canzone. Negli Stati Uniti, la Elektra Records trovò troppo rischioso pubblicare il singolo, e quindi molti DJ americani iniziarono a suonare 45 giri importati dall'Inghilterra. Nonostante ciò, il pezzo venne molto trasmesso dalle radio, e data la richiesta alla fine la Elektra decise di far uscire il singolo. La canzone ebbe molto successo, anche grazie alla sua sonorità nostalgica "alla Elvis Presley", scomparso solo due anni prima, e ottenne il primo posto in classifica in Nord America e il secondo nel Regno Unito.
Nel gennaio 1980 fu la volta di Save Me di Brian May ad essere scelta come secondo singolo. Il brano venne pubblicato solo in Gran Bretagna, dove raggiunse l'undicesimo posto in classifica.
Nel maggio 1980 fu pubblicato il brano Play the Game come terzo singolo estratto dall'album di prossima pubblicazione. Non ebbe particolare successo, ma in copertina Freddie Mercury sfoggiò per la prima volta i suoi celebri baffi, diventati poi un suo tratto caratteristico. I vecchi fan della band rimasero sorpresi dal cambiamento di look, molti non lo accettarono e, secondo indiscrezioni, durante il tour di sostegno all'album, molti fan gettarono sul palco dei rasoi usa e getta. La risposta del cantante fu lapidaria: «Cazzo, non me li taglierò!».
L'album The Game venne pubblicato il 30 giugno 1980. Inizialmente il titolo previsto doveva essere Play the Game, come l'omonima canzone contenuta nel disco, ma a Taylor non piaceva perché riteneva che "giocare il gioco" potesse essere interpretato come "integrarsi nel sistema", e per questo il titolo venne semplificato in The Game. La copertina dell'album aveva la stessa immagine del singolo Crazy Little Thing Called Love, ma questa volta in bianco e nero e virata in colore argento. La stampa rimase delusa dal fatto che nel disco fossero stati inclusi tre singoli già sul mercato, ma le vendite dell'album furono comunque piuttosto buone.
Nell'agosto del 1980, venne pubblicato il quarto singolo estratto dall'album, una canzone scritta dal bassista John Deacon intitolata Another One Bites the Dust. Inizialmente gli altri membri dei Queen non erano molto d'accordo con questa decisione, specialmente Roger Taylor che pensava fosse troppo lontana dalle abituali sonorità del gruppo, ma alla fine decisero per il si dietro suggerimento di Michael Jackson, all'epoca amico di Mercury. Fu un tale successo che da solo il 45 giri garantì le vendite dell'album. Si posizionò in vetta alla classifica statunitense, al secondo posto anche nelle classifiche dance e R&B, venendo particolarmente apprezzato dalle stazioni radiofoniche di musica nera. Solo in America ne furono vendute oltre cinque milioni di copie. Nel 1980, la canzone venne nominata per il Grammy Award nella categoria "Best Vocal Rock Band", ma non vinse il premio. In Gran Bretagna raggiunse la settima posizione nella Official Singles Chart.
Come quinto ed ultimo singolo estratto da The Game, nel novembre 1980 fu pubblicata un'altra canzone composta da John Deacon, Need Your Loving Tonight. Il 45 giri raggiunse la posizione numero 44 negli Stati Uniti d'America.
Nel 2011 l'album è stato rimasterizzato in digitale dalla Island/Universal ed è stato distribuito in due formati: standard edition, contenente l'album originale, e deluxe edition a 2 CD, contenente l'album originale e un EP bonus.

## Accoglienza
| Recensione                    | Giudizio |
| ----------------------------- | -------- |
| Allmusic                      | [ 39 ]   |
| Chicago Tribune               | [ 40 ]   |
| Encyclopedia of Popular Music | [ 41 ]   |
| The Guardian                  | [ 42 ]   |
| Ondarock                      | [ 43 ]   |
| Record Mirror                 | [ 44 ]   |
| The Rolling Stone Album Guide | [ 45 ]   |
| Piero Scaruffi                | 4/10     |
| Smash Hits                    | 3/10     |

In una recensione dell'epoca, Record Mirror a proposito dell'album scrisse: "Dopo gli Zeppelin e persino prima degli Scorpions, i Queen sono il gruppo più esaltante che io abbia mai visto o sentito. E sono sicuro che tutti voi appassionati di buona musica sarete d'accordo." Il recensore di Rolling Stone fece notare quanto fosse piacevole "ascoltare un album dei Queen contenente delle canzoni, e non degli inni da stadio", ma scrisse anche: "questi ragazzi sanno come dovrebbe suonare e far sentire questa musica, ma non riescono a impegnarsi abbastanza per farcela." Il The Washington Post diede del disco una recensione caustica, scrivendo: "Dopo cinque anni di album insoddisfacenti e deprimenti, questo doveva essere il ritorno dei Queen. Ma non abbiamo avuto fortuna... " Steve Taylor della rivista Smash Hits, fu ugualmente negativo scrivendo: "Incastrato tra due lastre del solito pomp-rock sinfonico e/o corale dei Queen [...] giace un ripieno completamente non originale e banale". Tuttavia, i lettori di Creem votarono The Game settimo miglior album del 1980.
In una recensione retrospettiva, Stephen Thomas Erlewine di Allmusic scrisse che "l'atmosfera disco rock dell'album mostra una band che aveva voltato le spalle al rock per darsi al pop commerciale, effettuando una virata molto pop, decisamente pop, ma dando così vita a un grande album pop del 1980 che rimane uno dei dischi più divertenti della band." Il sito web Allmusic arrivò a definire The Game il miglior album dei Queen degli anni ottanta. Evan Sawdey di PopMatters definì The Game un "normale disco di buon vecchio rock".
Mauro Vecchio del sito Ondarock recensisce negativamente l'album definendo The Game: "un disco senza particolare sapore, volto nascosto di un gruppo che, all'alba di un nuovo decennio, cerca di inventarsi una maniera per viverlo ancora da protagonista".

## Tracce
Lato A
1. Play the Game – 3:33 (Mercury)
2. Dragon Attack – 4:19 (May)
3. Another One Bites the Dust – 3:32 (Deacon)
4. Need Your Loving Tonight – 2:49 (Deacon)
5. Crazy Little Thing Called Love – 2:48 (Mercury)

Lato B
1. Rock It (Prime Jive) – 4:33 (Taylor)
2. Don't Try Suicide – 3:52 (Mercury)
3. Sail Away Sweet Sister (To the Sister I Never Had) – 3:33 (May)
4. Coming Soon – 2:51 (Taylor)
5. Save Me – 3:49 (May)

CD bonus nella riedizione nel 2011
1. Save Me (Live in Montreal, November 1981) – 4:18
2. A Human Body (B-Side) – 3:44
3. Sail Away Sweet Sister (To the Sister I Never Had) (Take 1 with Guide Vocal) – 2:34
4. It's a Beautiful Day (Original Spontaneous Idea, April 1980) – 1:30
5. Dragon Attack (Live at Milton Keynes Bowl, June 1982) – 5:14

## Formazione
Gruppo
- Freddie Mercury – voce, cori, pianoforte, chitarra (Crazy Little Thing Called Love), sintetizzatore (Play the Game), battito di mani (Crazy Little Thing Called Love e Don't Try Suicide)
- Brian May - chitarra elettrica, chitarra acustica, cori, pianoforte (Save Me), sintetizzatore (Sail Away Sweet Sister e Save Me), voce (Sail Away Sweet Sister), battito di mani (Crazy Little Thing Called Love e Don't Try Suicide)
- John Richard Deacon - basso, chitarra (Another One Bites the Dust), pianoforte (Another One Bites the Dust), chitarra acustica (Need Your Loving Tonight), battito di mani (Crazy Little Thing Called Love)
- Roger Taylor - batteria, cori, percussioni (Dragon Attack), chitarra (Coming Soon), sintetizzatore (Rock It (Prime Jive) e Coming Soon), voce (Rock It (Prime Jive) e A Human Body), seconda voce (Coming Soon), battito di mani (Crazy Little Thing Called Love e Don't Try Suicide)

Altri musicisti
- Reinhold Mack - sintetizzatore aggiuntivo (Rock It (Prime Jive) e Save Me)

## Classifiche

### Classifiche settimanali
| Classifica (1980) | Posizione massima |
| ----------------- | ----------------- |
| Australia         | 11                |
| Austria           | 5                 |
| Canada            | 1                 |
| Francia           | 17                |
| Germania          | 2                 |
| Giappone          | 5                 |
| Italia            | 10                |
| Norvegia          | 2                 |
| Nuova Zelanda     | 11                |
| Paesi Bassi       | 1                 |
| Regno Unito       | 1                 |
| Stati Uniti       | 1                 |
| Svezia            | 7                 |
| Svizzera          | 2                 |

### Classifiche di fine anno
| Classifica (1980) | Posizione |
| ----------------- | --------- |
| Austria           | 15        |
| Canada            | 14        |
| Germania          | 28        |
| Italia            | 40        |
| Nuova Zelanda     | 34        |
| Paesi Bassi       | 21        |
| Regno Unito       | 46        |
| Classifica (1981) | Posizione |
| Canada            | 44        |
| Stati Uniti       | 55        |